# Árnyliliom
Az árnyliliom (Hosta) a spárgafélék (Asparagaceae) családjába tartozó növénynemzetség. Korábban – a magyar nevében is tükröződő külső hasonlóság alapján – a liliomfélék (Liliaceae) családjába sorolták.

## Származása, elterjedése
Fajai Kelet-Ázsiában honosak.

## Megjelenése, felépítése
Levelei tőállók; a nagy, bokros tövek a talajt jól takarják.
Többnyire bókoló, tölcsérszerű virágai a levelek fölé emelkedő, egyoldalú fürtben nyílnak.

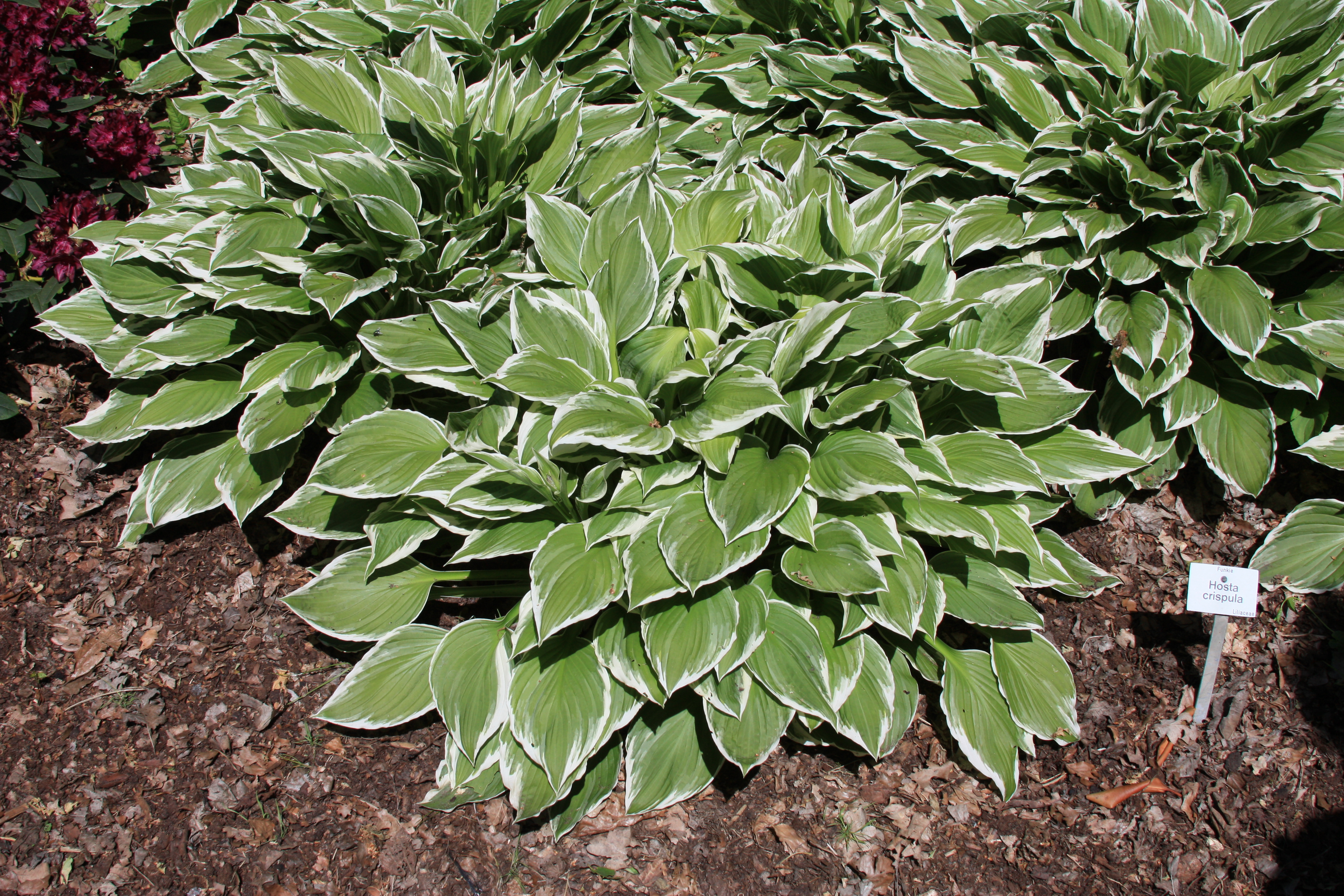
Hosta crispula

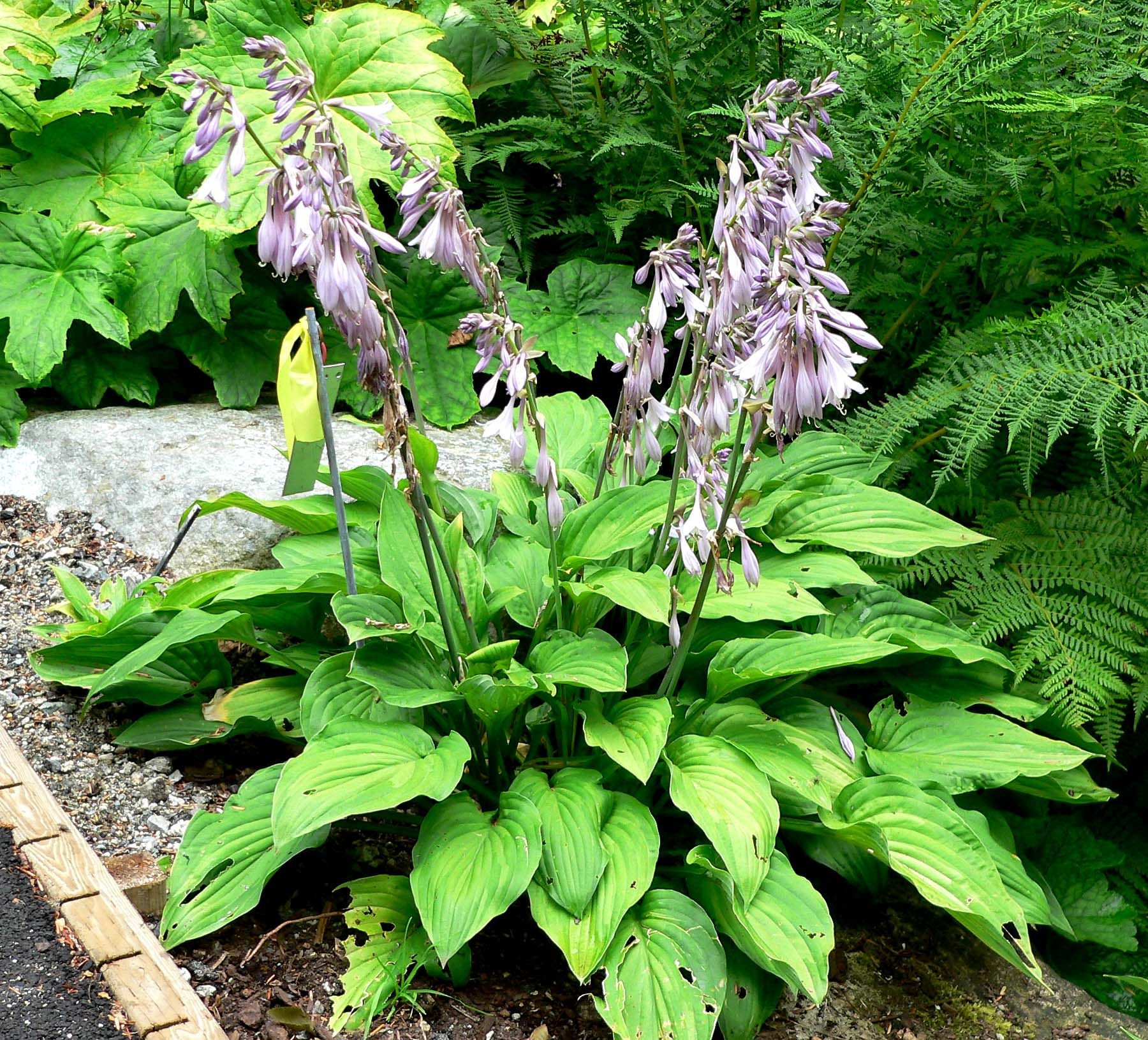
Hosta fortuneii

## Életmódja, termőhelye
Évelő; tavasszal tőosztással szaporítható. Levelei későn hajtanak ki.
Télálló. Árnyékot, tápdús, nedves, de jó vízvezető, semleges kémhatású talajt kíván. A termesztett fajok sokáig kibírják egy helyen; ritkán kell őket átültetni.

## Felhasználása
Több faja díszes lombjáért ültetett kerti dísznövény.

## Fontosabb fajok
- Fodros levelű árnyliliom (Hosta crispula)

Lassan növő, bokros tövű, 75 cm magasra növő faj. Nagy levele tojás vagy szív alakú, hullámos szélű, sötétzöld, szabálytalan szegélyű.
Fürtben álló, tölcséres, halvány mályvaszínű virágai jóval a levelek felett nyílnak.
Vízpartra igen alkalmas, de a kései szelektől védeni kell. A vírusfertőzésekre érzékeny.
- Díszes árnyliliom (Hosta decorata)

Lassan növő, bokros tövű, 45 cm magasra növő faj.  Nagy, sötétzöld, szabályos fehér szegélyű levele tojás vagy kerék alakú, fokozatosan csúcsba keskenyedik.
Sűrű fürtökben álló, tölcséres, ibolyakék virágai nyár derekán fejlődnek. Nagy, tojásdad, fényes, zöld, majd barna terméseit előszeretettel használják a virágkötészetben.
- Hamvas árnyliliom (Hosta fortuneii)

Bokros, 75 cm magas hibrid. Levele tojás vagy szív alakú. Változatai:
- - 'Albopicta' fajta levele halványzöld, közepén krémsárga folttal, amely nyár derekára halványzöldre fakul. Virágai halvány ibolyakékek.
  - 'Aurea marginata' szabálytalan krémfehér szegélyű, középzöld levelű.
  - 'Marginato-alba' középzöld levele vékony, szabálytalan fehér szegéllyel.
- Japán árnyliliom (Hosta lancifolia)

Ívelt szárú, bokros, 75 cm magasra nő.
Mintegy 15 cm hosszú levele keskeny, lándzsás, vékony, középzöld. Sötét ibolyakék virágai nyárutón vagy ősszel nyílnak. Virágszára 40–50 cm hosszú.
- Korai árnyliliom (Hosta montana)

Erőteljes, 1 m magas, bokros. Levele sötétzöld, tojásdad, fényes, kiemelkedő erekkel. Halvány ibolyakék virágai nyár derekán nyílnak.
- - 'Aureo Marginata' fajtájának levele szabálytalan aranysárga szegélyű.
- Nagy árnyliliom (apácaliliom, Hosta plantaginea)

Laza hajtásrendszerű, bokros tövű, 60 cm magasra nő. Fényes, halványzöld, széles tojásdad levele 25–30 cm hosszú. Nyár végén és ősszel (augusztus–szeptemberben) este, 50–70 cm hosszú, a lomb fölé alig emelkedő virágzatban nyílnak illatos, fehér virágai.
A napos környezetet kedveli.
- Hosta rectifolia

Felálló szárú, 1 m magas évelő. Sötétzöld levele tojásdad vagy lándzsás. Nagy ibolyakék virágai a nyár második felében nyílnak.

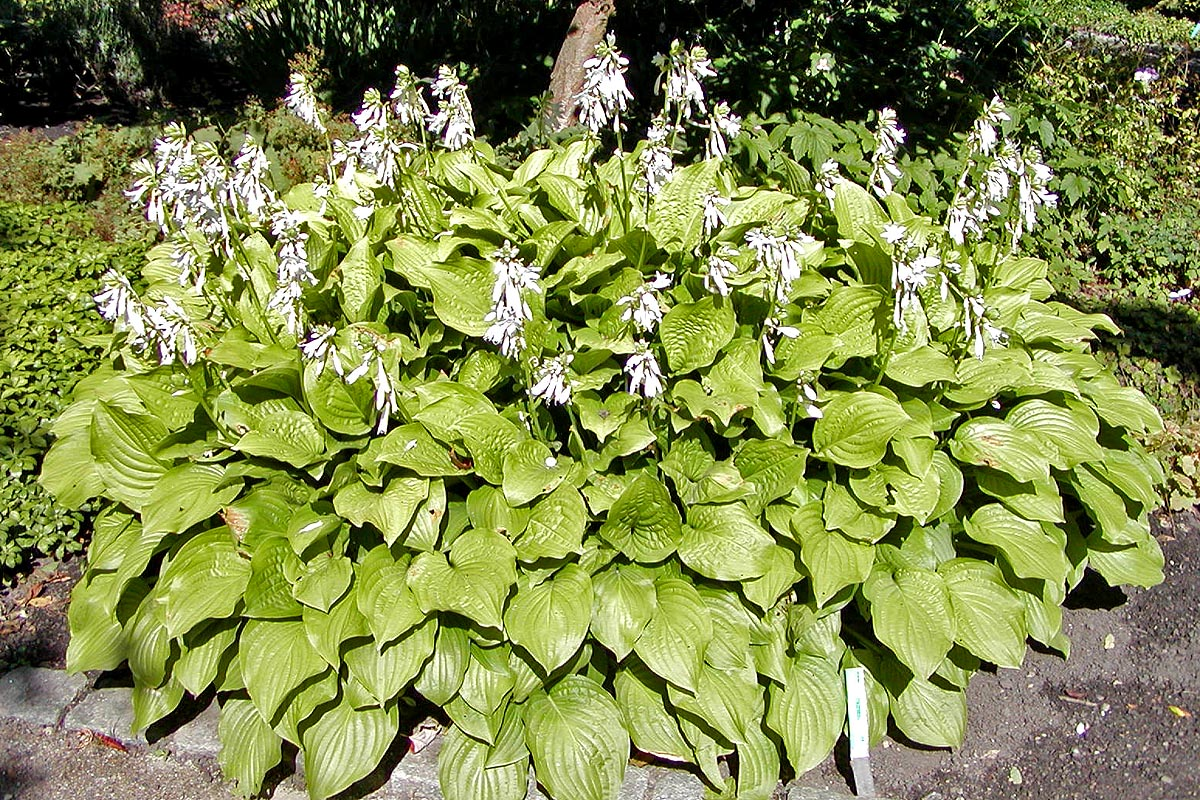
Nagy árnyliliom csoport
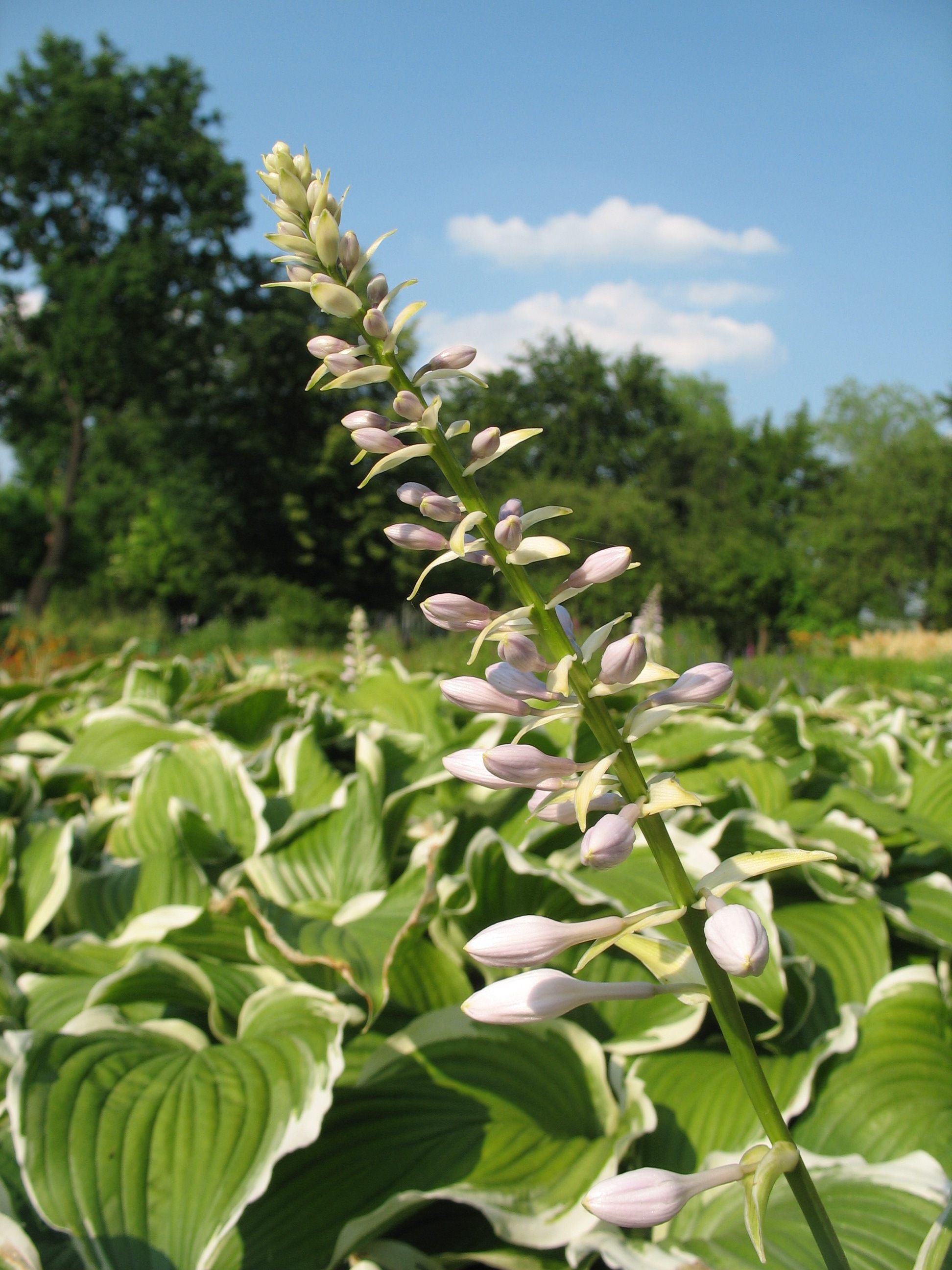
Hosta founei 'Marginato-alba'
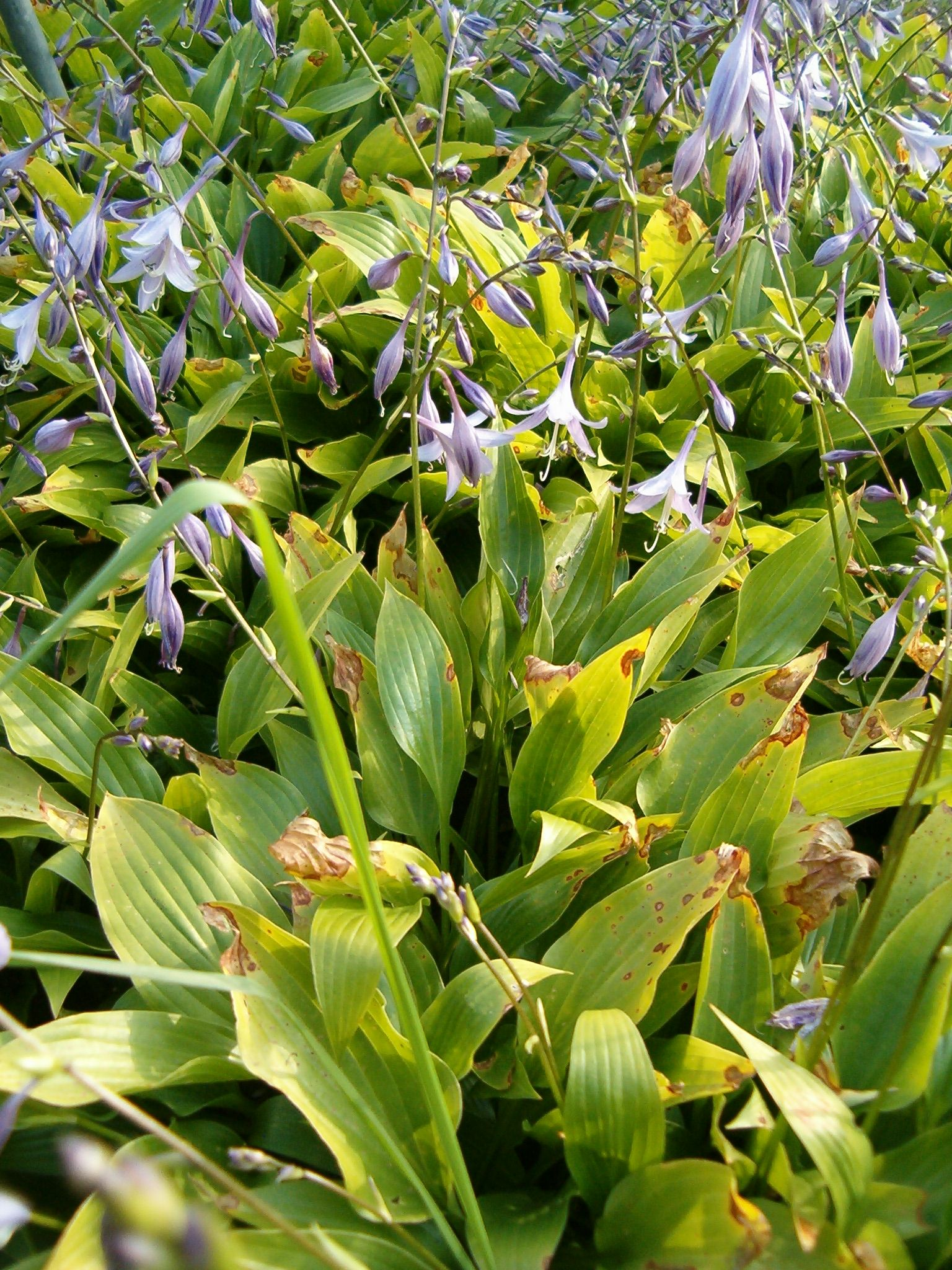
Hosta lancifolia
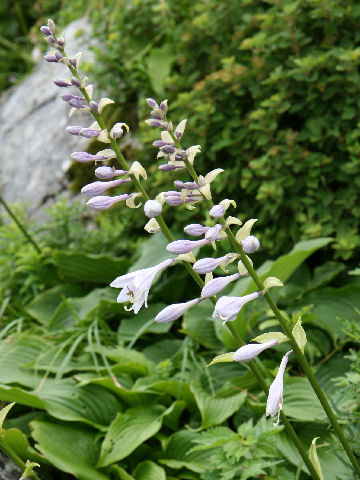
Hosta montana
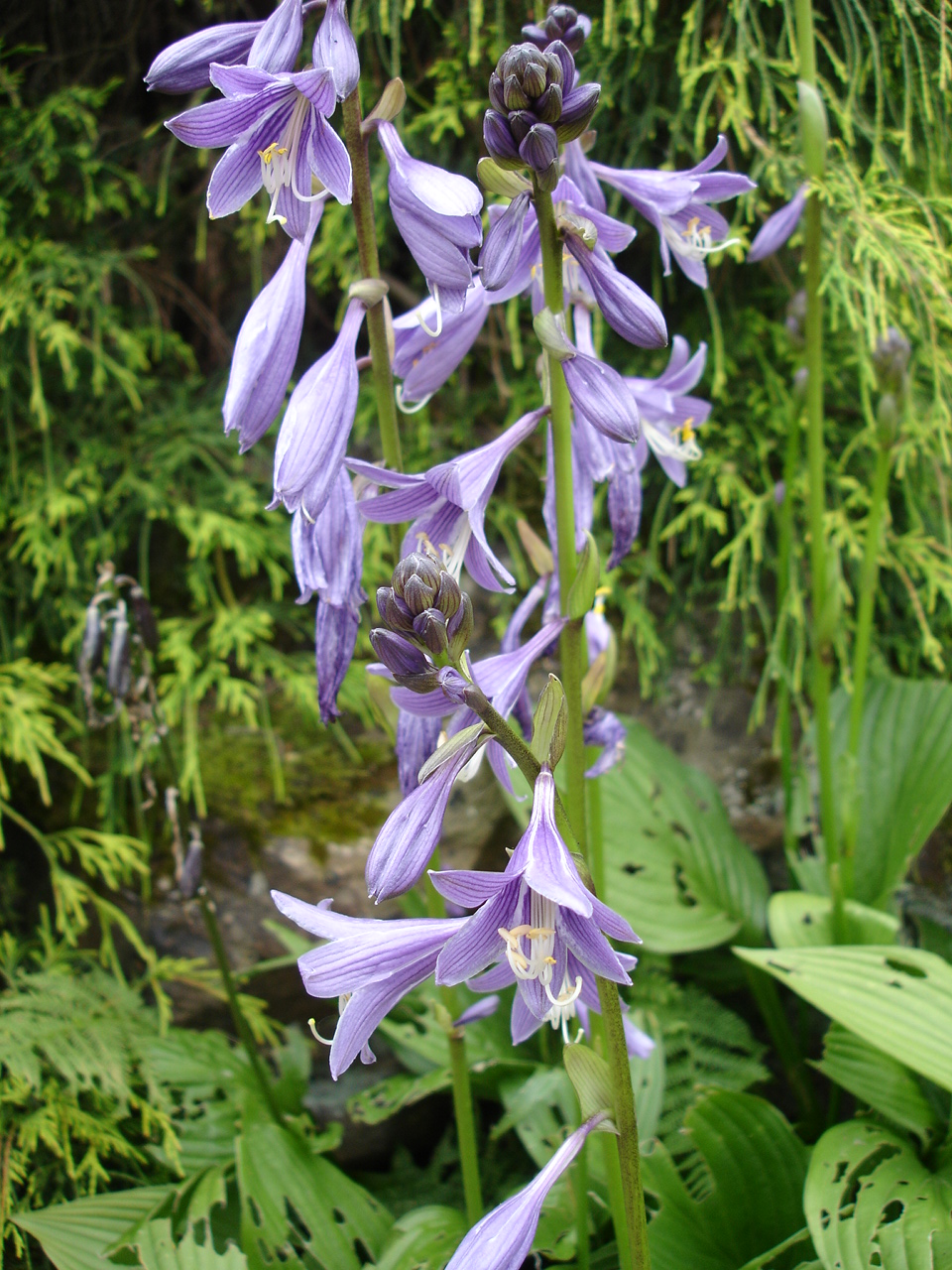
Hosta rectifolia

- Hamvas árnyliliom (hamvaskék árnyliliom, H. sieboldiana)

Robusztus, bokros, 1 m magasra nő.
Nagy, szív alakú, mélyen bordás levelei ráncoltak, kékesszürkék, illetve deresen kékeszöldek.
Mintegy 5 cm-es, nagyon halvány orgonalila virágai júliusban nyílnak; közvetlenül a lombozat fölött. Fürtje tömött.
- Fehércsíkos árnyliliom (H. sieboldii)

Erőteljes, bokros tövű, 60 cm magas évelő.
Levele lándzsás, lekerekített csúcsú, közép-vagy sötétzöld keskeny, szabálytalan fehér szegélyű.
Nyár végén hozza tölcséres ibolyakék fürtvirágzatait.
- Késői árnyliliom (H. tardifolia)

75 cm magas, bokros, lassú növekedésű évelő.
Levele vékony lemezű, keskeny lándzsás, sötétzöld.
Virágzata sűrű fürt, orgonalila vagy bíborszínű virágokkal. Nyár végén nyílik.
- Hosta tokudama

Nagyon lassú növekedésű, bokros 45 cm magas évelő.
Levele csésze formájú, bordázott, kék színű. Fürtben álló, tölcséres, halványszürkés orgonalila virágai kevéssel a lombok felett a nyár közepén nyílnak.
'Aureao-nebulosa'-sárga elmosódott folttal rendelkezik
'Flavo-circinalis'- szabálytalan, krémsárga szegélyű levelekkel.
- Hullámoslevelű árnyliliom (H. undulata)

Bokros tövű, 60 cm magas, évelő; hosszúkás, hullámos levelekkel
'Albomarginata' fajtája fehér csíkos.
- Tojásdadlevelű árnyliliom (H. ventricosa)

Bokros tövű, 1 m magas, évelő. Levele szív, vagy tojás alakú, kissé hullámos szegélyű, fényes sötétzöld. Fürtben álló, harang alakú, sötét bíborszínű virágai a levelek felett jelennek meg a nyár végétől
Az 'Aureo-Marginata' krémsárgán tarka levelű fajta.
- Hosata venusta

Szőnyegképző, 2,5 cm magas, évelő.
Levele tojásdad vagy lándzsás, sötétzöld. Tömegesen megjelenő fürtjeiben tölcséres, bíborszínű, jóval a levelek fölé nyúló virágok nyílnak. Nyár közepén virágzik, sziklakertbe való.

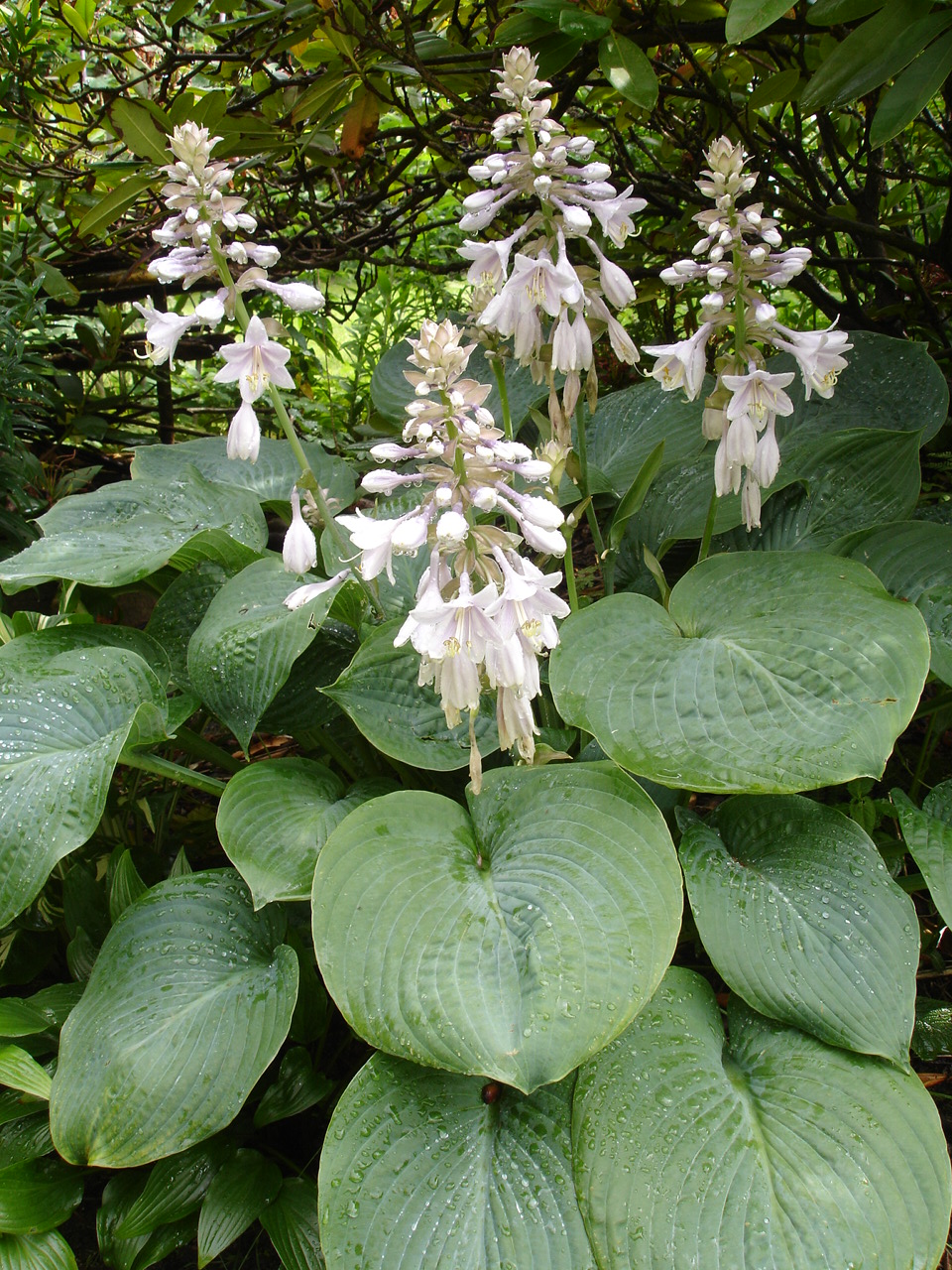
Hamvas árnyliliom
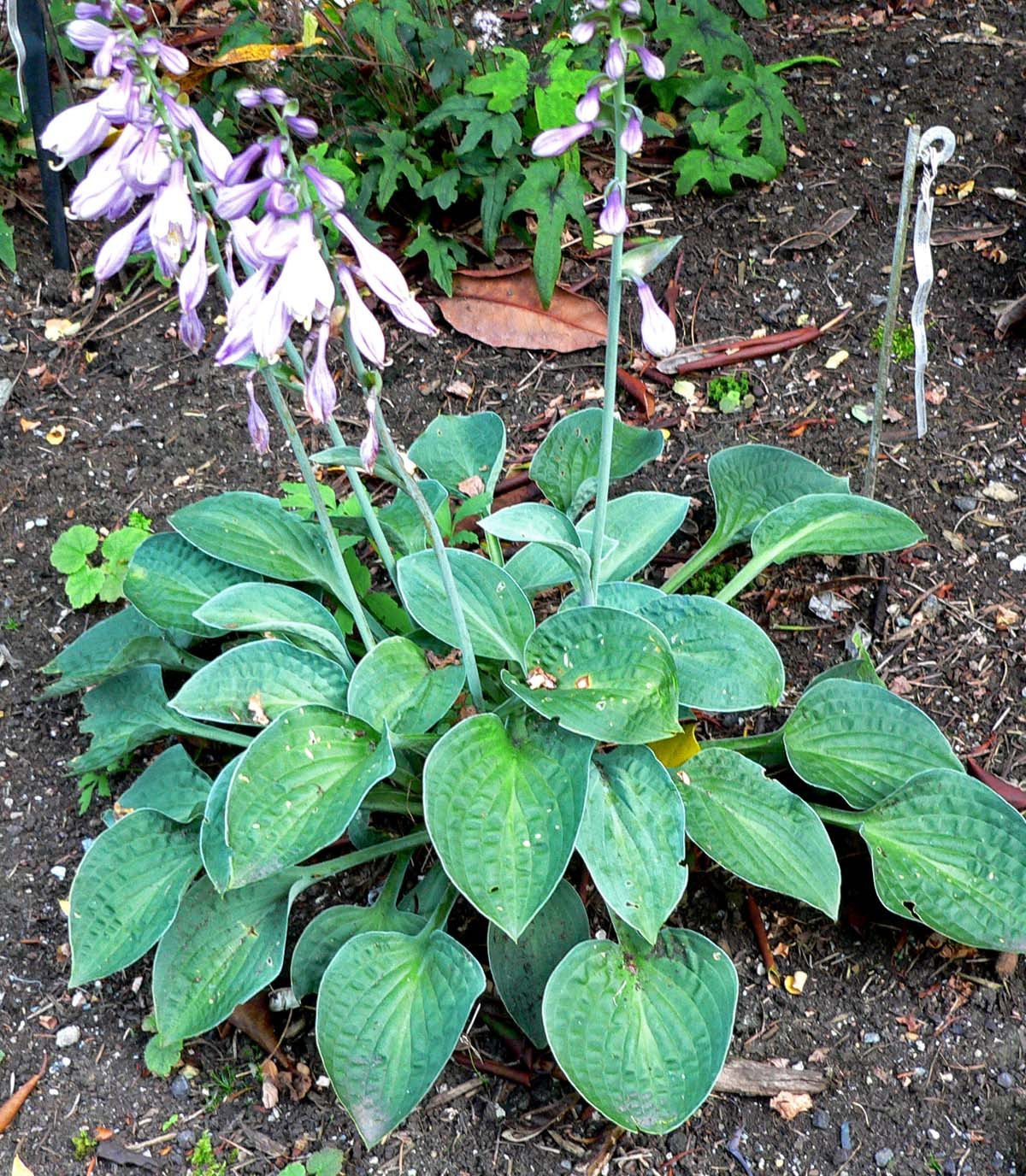
Hosta tokudama
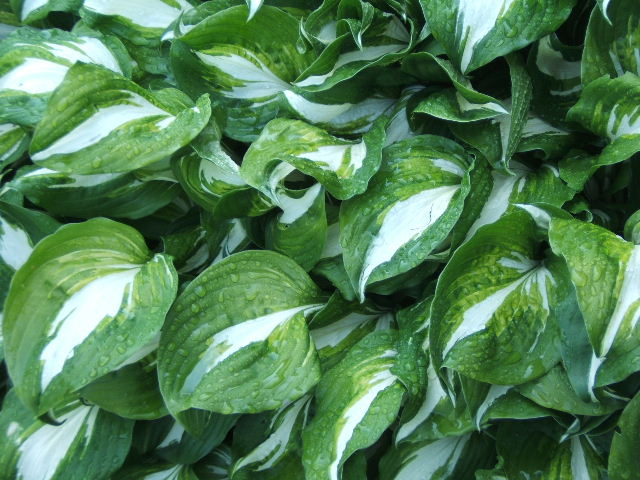
Hullámoslevelű árnyéklilom
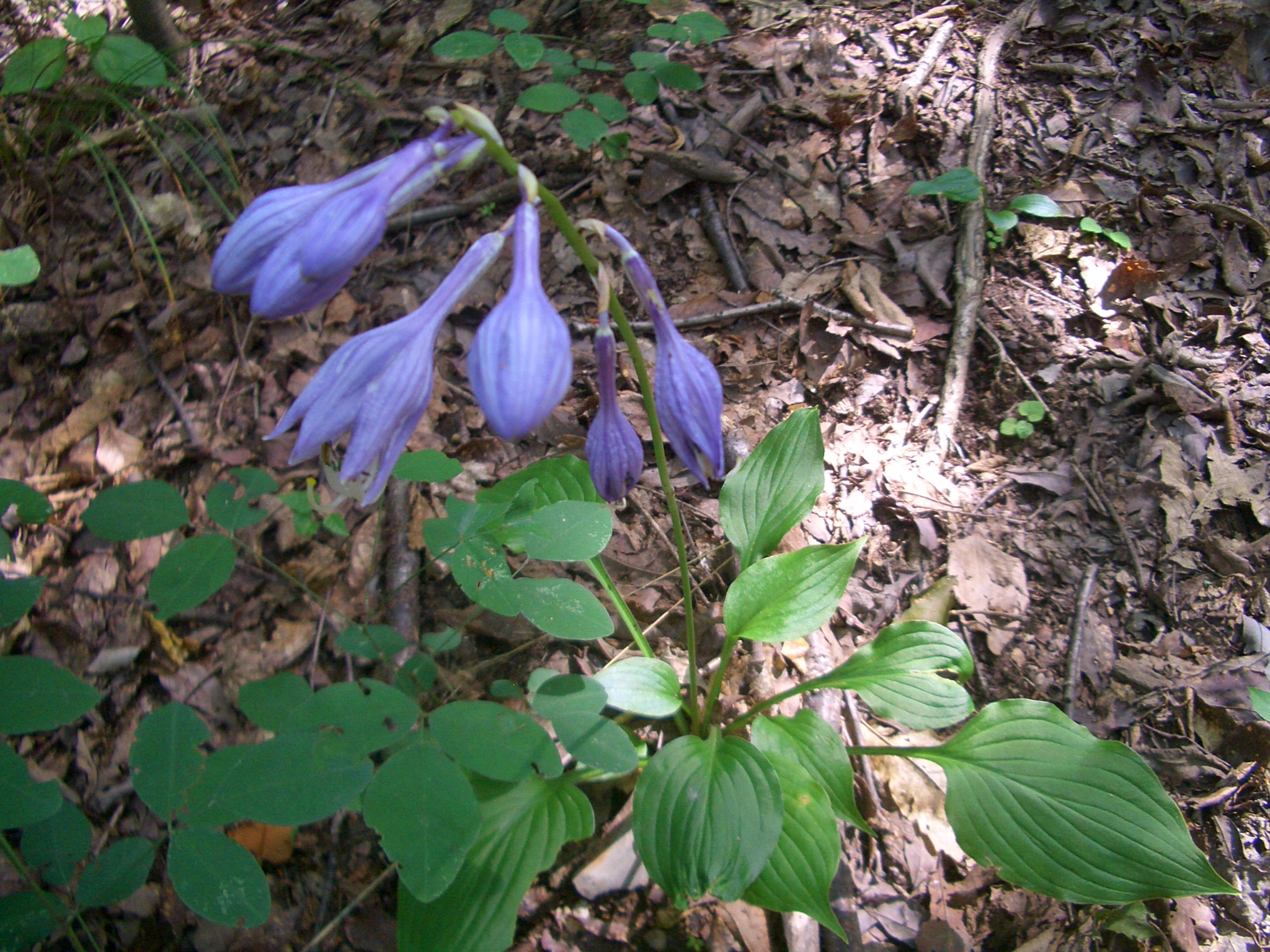
Tojásdadlevelű árnyliliom
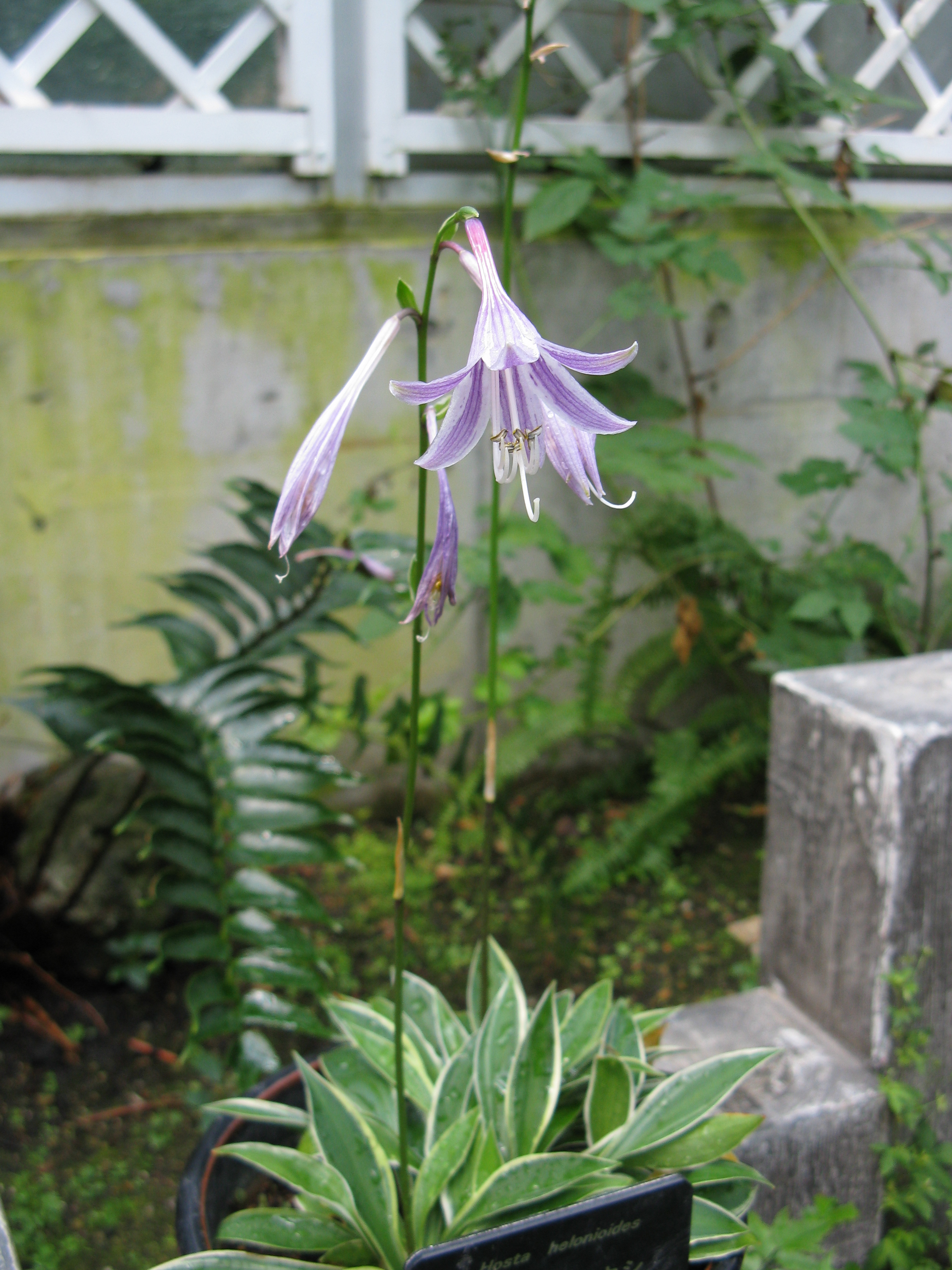
Hosta helonioides